# Свиница (Гърция)
Свиница, Свинца или Свинче (на гръцки: Σφήνα, до 1926 Σφήνιτσα, Сфиница) е бивше село в Република Гърция, дем Александрия, област Централна Македония.

## География
Селото е било разположено в областта Урумлък (Румлуки), на два километра южно от Кипсели. На още два километра на юг е разположен Свиницкият манастир „Свети Атанасий“.

## История

### В Османската империя
В XIX век Свиница е село в Османската империя. Александър Синве („Les Grecs de l’Empire Ottoman. Etude Statistique et Ethnographique“) в 1878 година пише, че в Свиница (Sphinitza), Китроска епархия, живеят 90 гърци. Според Васил Кънчов („Македония. Етнография и статистика“) в 1900 година Свинца (Свинче) е село в Берска каза и в него живеят 60 гърци християни.
По данни на секретаря на Българската екзархия Димитър Мишев („La Macédoine et sa Population Chrétienne“) в 1905 година в Свинца (Свинче) (Svintza Svintché) живеят 55 гърци.

### В Гърция
През Балканската война в 1912 година в селото влизат гръцки части и след Междусъюзническата в 1913 година Свиница остава в Гърция. В 1922 година в селото са заселени гърци бежанци. В 1928 година Свиница е смесено местно-бежанско селище с 64 бежански семейства и 270 жители бежанци. В 1926 година селото е прекръстено на Сфина. В 1928 година е смесено местно-бежанско село с 92 жители. Малко след това селяните го напускат и се заселват в съседното Неохори, тъй като землището е собственост на Свиницкия манастир.

## Личности
Родени в Свиница
- Атанасиос Хадзопулос (1876 – 1936), гръцки андартски деец